# Ceuthonectes
Ceuthonectes là một chi copepoda trong họ Canthocamptidae. Chi này bao gồm các loài đặc hữu của Slovenia C. rouchi, là loài dễ tổn thương trong sách Đỏ.

## Các loài
Ceuthonectes gồm các loài:
- Ceuthonectes boui Apostolov, 2002
- Ceuthonectes bulbiseta Apostolov, 2002
- Ceuthonectes chappuisi Rouch, 1980
- Ceuthonectes colchidanus (Borutsky, 1930)
- Ceuthonectes gallicus Chappuis, 1928
- Ceuthonectes haemusi Apostolov, 2000
- Ceuthonectes hungaricus Pónyi, 1958
- Ceuthonectes latifurcatus (Borutsky, 1931)
- Ceuthonectes mirabilis Miura, 1964
- Ceuthonectes pescei Cottarelli & Saporito, 1985
- Ceuthonectes petkovskii Karanovic, 1999
- Ceuthonectes rouchi Petkovski, 1984
- Ceuthonectes serbicus Chappuis, 1924
- Ceuthonectes vievilleae Rouch, 1980